# Datorrollspel

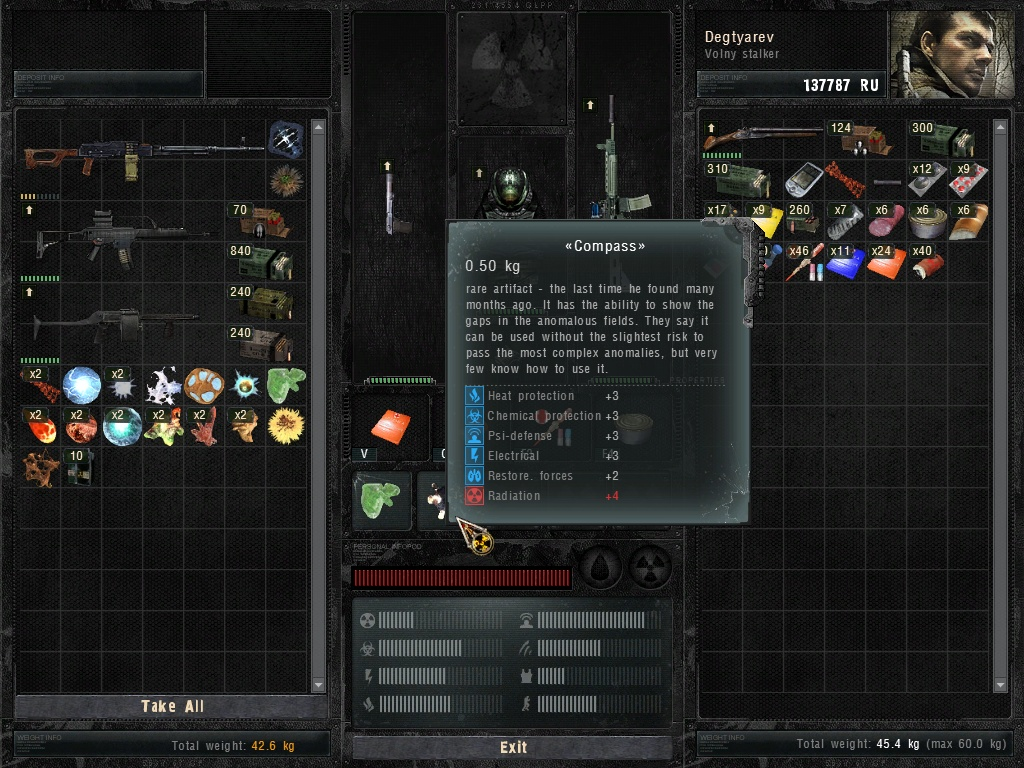
I den här bilden från S.T.A.L.K.E.R.: Call of Pripyat ser man ett inventory där spelaren kan följa rollfigurens hälsotillstånd och se vilka föremål den har.

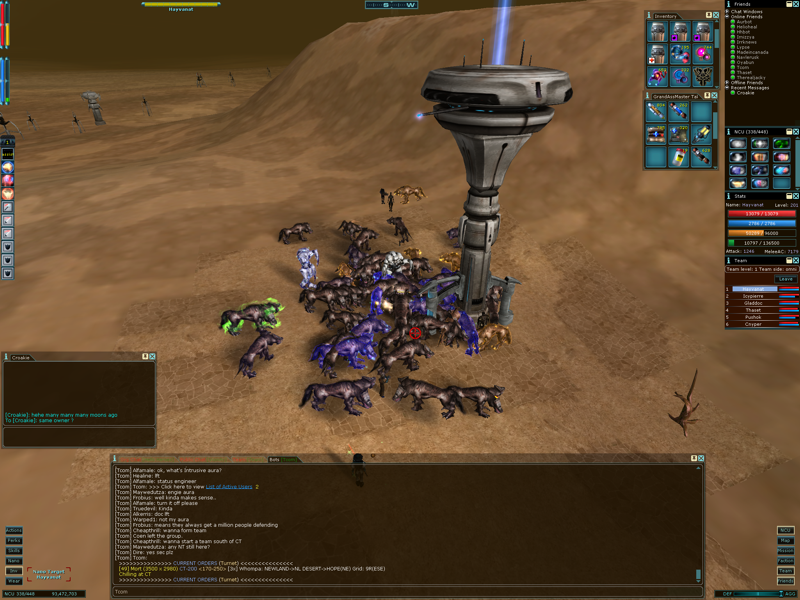
Anarchy online är ett onlinerollspel.

Datorrollspel är en form av rollspel och är en datorspelsgenre som ursprungligen försökte efterlikna de klassiska bordsrollspelen.
Det finns olika typer av rollspel. I enklare som i The Legend of Zelda-serien besegrar man sina fiender genom att trycka på knappar på handkontrollen, medan man i mer avancerade som Final Fantasy slåss genom att göra olika taktiska val med hjälp av menyer. Det finns många olika subgenrer av datorrollspel. Långt ifrån alla utspelar sig i en medeltida fantasyvärld med magi och sagomonster, men detta är vad som oftast förknippas med datorrollspel.
Det som utmärker ett datorrollspel är att spelarens rollfigur under spelet blir allt bättre och kan tillägna sig nya förmågor, oftast genom någon typ av nivåsystem där högre nivåer nås genom strid. Ju högre nivå en rollfigur når desto bättre blir den. Annat som är typiskt för datorrollspel är att man ofta använder sig av traditionella vapen som svärd eller skjutvapen i kombination med magi eller andra förmågor. Det finns både förmågor som helar och förmågor som skadar. 
Ett datorrollspel är oftast mycket mer handlingsinriktat än andra spel. Många spel är långa epos som sträcker sig över flera delar i en spelserie. Det kan vara en historia skapad speciellt för spelet eller bygga på till exempel en bok eller film. Man lär ofta känna rollfigurerna som man spelar med väl, och man har oftast mycket goda förutsättningar att anpassa deras utrustning efter tycke. Ett datorrollspel innehåller även många strider där man använder några av de figurer man har lärt känna och fått tillgång till. Både då man är i strid och då man inte är det finns många sätt att taktiskt anpassa sina rollfigurer för att skada maximalt och bli skadad minimalt.
Till skillnad från andra genrer så finns det i datorrollspel ofta en tydlig gräns mellan när man kan ta det lugnt och när det är stor risk för strid (om det ingår sådant). Detta innebär att man när man uppehåller sig på vissa platser kan ta det helt lugnt. Vid platser där strid inte kan förekomma finns det vanligtvis andra saker att göra. Till exempel kan man köpa ny utrustning till sin rollfigur, prata med någon annan rollfigur eller någonting annat.
Japanska datorrollspel skiljer sig ofta från de amerikanska rollspelen i det att de japanska ofta följer den grunduppbyggnad som förekommer i Dragon Quest och Final Fantasy. De är dessutom ofta förenklade i det att de inte följer de klassiska Dungeons & Dragons-reglerna.

## Karaktäristika
Vanligtvis styr spelaren en liten trupp med figurer (kallat party) och tar sig an olika uppdrag som kan innebära en strävan eller sökande efter olika saker (quest).

### Erfarenhet och levlande
Genom att få mer erfarenhetspoäng kan figurerna i spelen bli starkare och tillägna sig nya färdigheter.
Färdighetspoäng är en vanlig företeelse. Det är poäng som spelaren samlar på. När man har tillräckligt kan man spendera dem på att uppgradera sin figurs färdigheter, såsom att slåss snabbare, springa snabbare eller utföra andra saker såsom magi. I vissa spel går färdighetspoäng direkt till uppvisade färdigheter - då gäller det att hamna i strid med fienden så ofta som möjligt för att bli bättre.